# Krankenhaus Martha Maria (München)

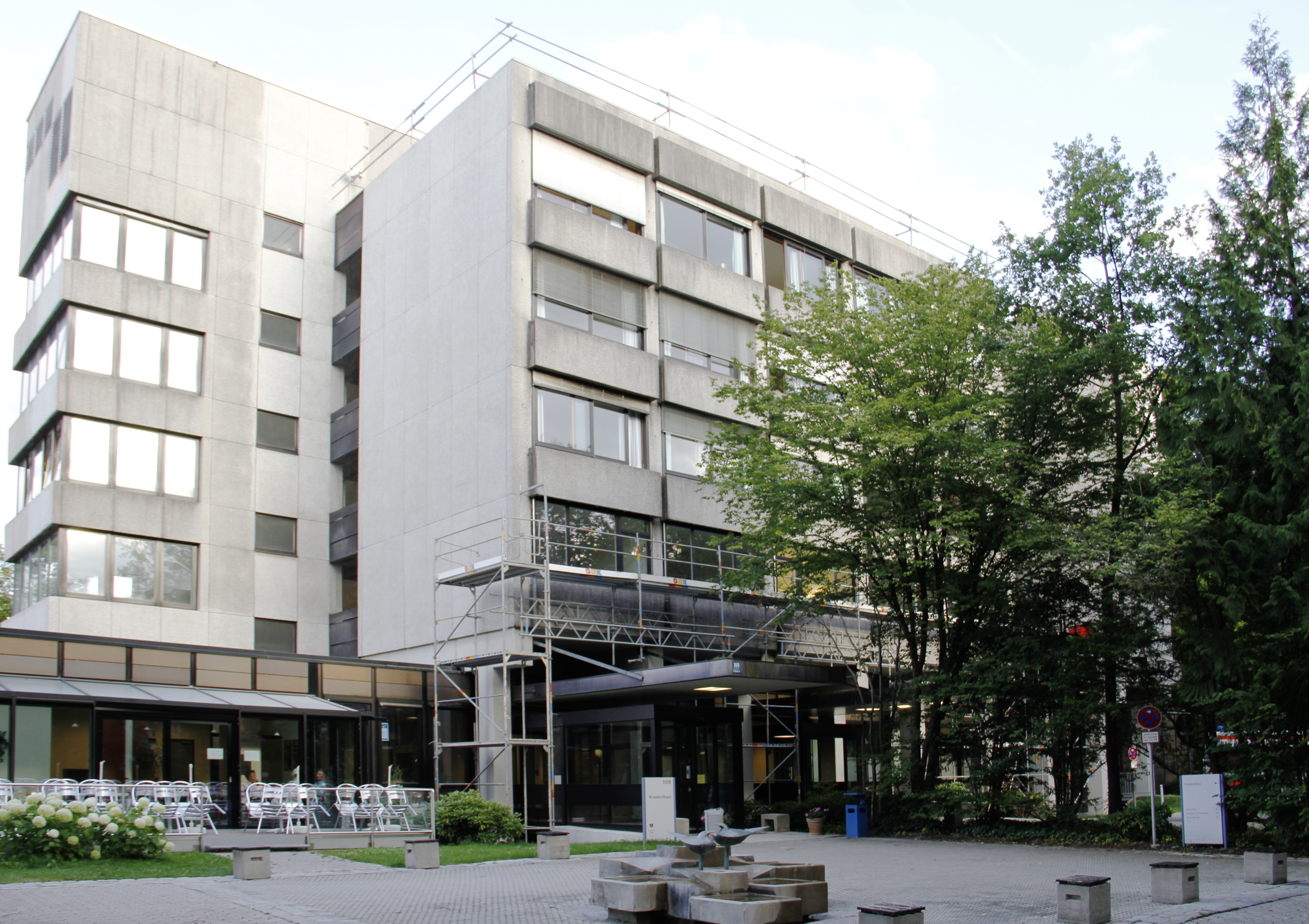
Hauptgebäude

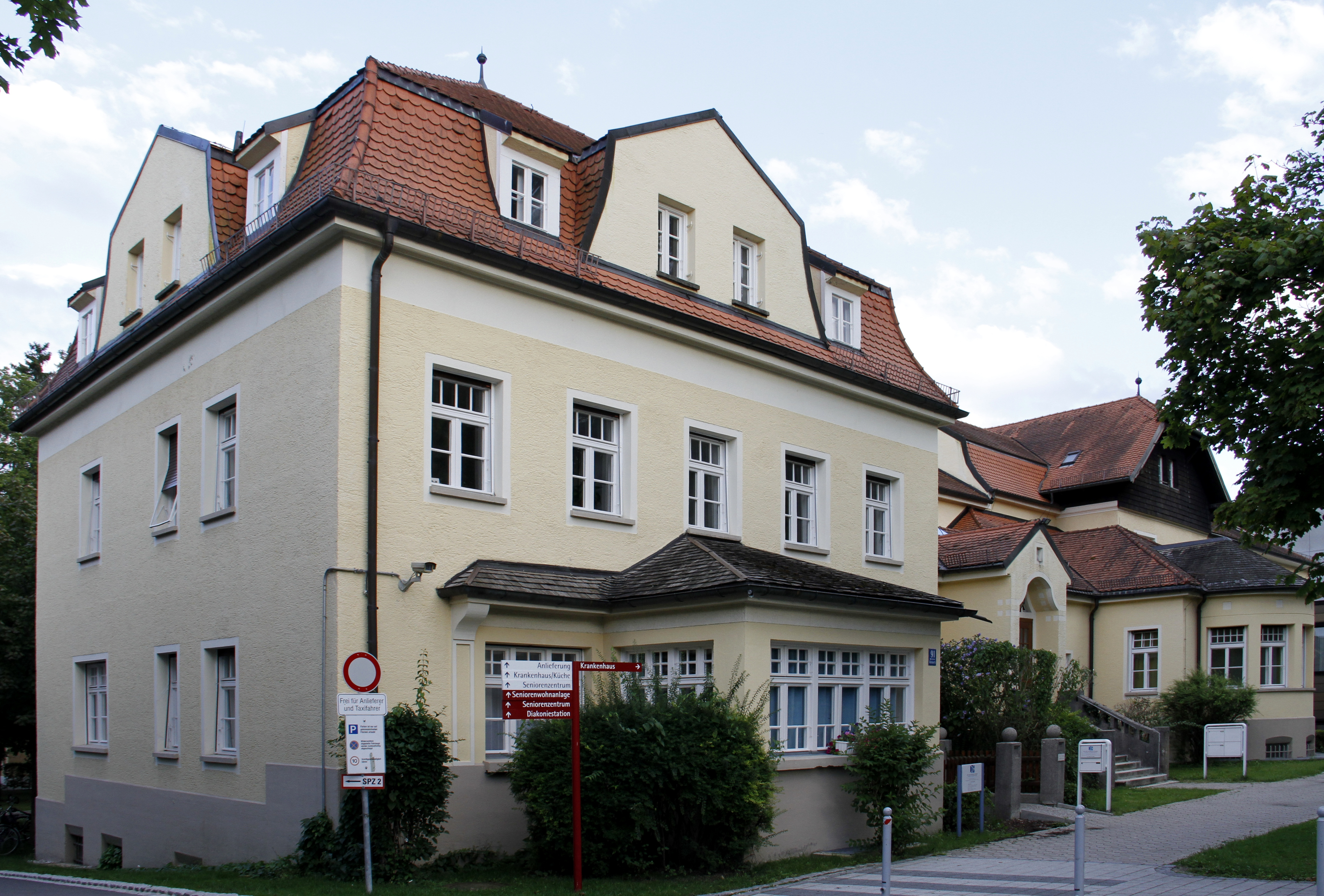
Altbau, heute Arztpraxen. Vorne der Pavillon von 1913, anschließend der ehemalige Gartensaal von 1908/09 und dahinter der ursprüngliche Annexbau

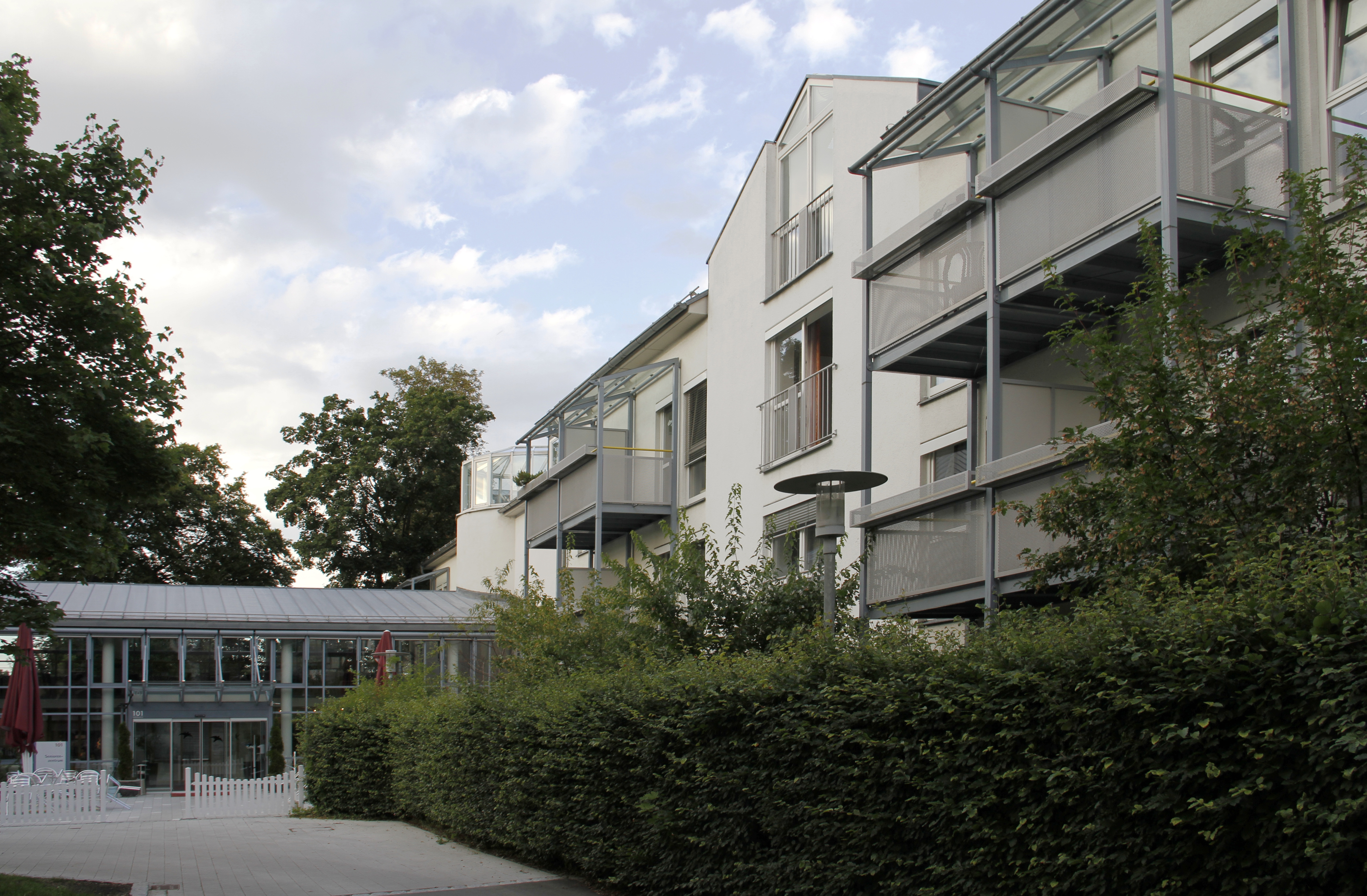
Seniorenzentrum

Das Krankenhaus Martha-Maria ist ein vom Diakoniewerk Martha-Maria (einer evangelisch-methodistischen Einrichtung) geführtes Krankenhaus der I. Versorgungsstufe im Münchner Stadtteil Thalkirchen. Martha Maria ist akademisches Lehrkrankenhaus der LMU München und weist einen Schwerpunkt in der Endokrinologie auf.
Auf dem Gelände befindet sich nordöstlich, etwas unterhalb der Klinik auch ein Seniorenzentrum in gleicher Trägerschaft. Alle Bauten stehen in einem großen Waldgrundstück, das sich nach Süden und Osten ausdehnt.

## Zahlen, Daten, Fakten
- etwa 3.200 Operationen/Jahr
- etwa 6.500 Patienten/Jahr[1]
- 110 Betten
- etwa 270 Mitarbeiter

## Abteilungen
- Allgemein-, Visceral- und Thoraxchirurgie
- Innere Medizin
- HNO
- Anästhesie
- eigenes Labor

## Geschichte
Die heutige Klinik geht zurück auf die Kuranstalt Obersendling für Psychisch-Kranke von Herrn Geheimrat Dr. Karl Ranke, die 1893 abseits der damaligen Bebauung in den Waldstreifen an der Hangkante zum Isartal eröffnet wurde. Karl Ranke war der Schwiegersohn von Carl von Linde, der in der nahe gelegenen Villenkolonie Prinz-Ludwigs-Höhe wohnte. Linde stellte seinem Schwiegersohn auch die Mittel für die Klinik von 100.000 Mark zur Verfügung. Die Anstalt richtete sich anfangs nur an weibliche Patienten aus wohlhabenden Schichten. Behandelt wurden alle Arten von „Nervenkrankheiten“, „Morphiumkranke und ähnliche zum Zwecke von Entziehungskuren“ und körperlich Kranke, bei denen ein Erholungsaufenthalt unter ärztlicher Aufsicht erforderlich war. Die Patienten kamen für Langzeit-Aufenthalte, die Klinik legte großen Wert auf ein abwechslungsreiches und intellektuell stimulierendes Programm mit Vorträgen, Ausstellungsbesuchen und künstlerischer Betätigung der Patienten. Für 1930 ist ein Tagessatz von 25 Mark belegt.
Die Krankenpflege in der Anstalt wurde von Anfang an von Diakonissen betreut. Im Ersten Weltkrieg arbeitete Ranke halbtags in einem Münchner Lazarett als Militärarzt, den Rest der Zeit stand er seinen Privatpatienten zur Verfügung. Im Zweiten Weltkrieg wurde das Krankenhaus als Reservelazarett der Wehrmacht belegt und 1942 bei einem Luftangriff schwer beschädigt, so dass der Klinikbetrieb eingestellt wurde; dabei starben vier Personen.
Nach Kriegsende brachte die Stadt München dort Tuberkulose-Patienten unter, die vom Klinikum Harlaching aus betreut wurden. Zum Jahresanfang 1946 übernahm das Diakoniewerk die Leitung des gesamten Krankenhauses und baute es schrittweise mit dem neuen Schwerpunkt Chirurgie aus. Die Stadt machte jedoch zur Auflage, dass die Einrichtung noch zehn Jahre für Tuberkulose-Kranke zur Verfügung stünde.
1967 wurde ein Drittel des Grundstücks an eine Tochtergesellschaft der Siemens AG verkauft, die dort ein Altenheim errichten wollte. Das geplante Gebäude war an diesem Standort aber baurechtlich nicht genehmigungsfähig und ein kleineres rechnete sich für den Träger nicht, so dass der Grundstücksverkauf rückabgewickelt wurde.
Das heutige Krankenhausgebäude wurde 1969–1971 nach Plänen des Architekten Helmut von Werz errichtet, zeitgleich mit einem Schwesternwohnheim auf demselben Grundstück.
1992 nahm das Diakoniewerk die Planung eines Altenheims in eigener Trägerschaft wieder auf und begann mit dem Bau von 14 Altenwohnungen und einem Pflegeheim mit 102 Plätzen auf dem unteren Teil des Grundstücks. Es wurde 1995 eröffnet. Seit 2002 wird auch Tagespflege angeboten.
Von Ende 2005 bis März 2009 fanden zahlreiche Erweiterungs- und Sanierungsarbeiten statt (Erneuerung des Bettentrakts, Ausbau der Operationstrakts, Neubau der Intensivstation, neues Treppenhaus, Cafeteria).

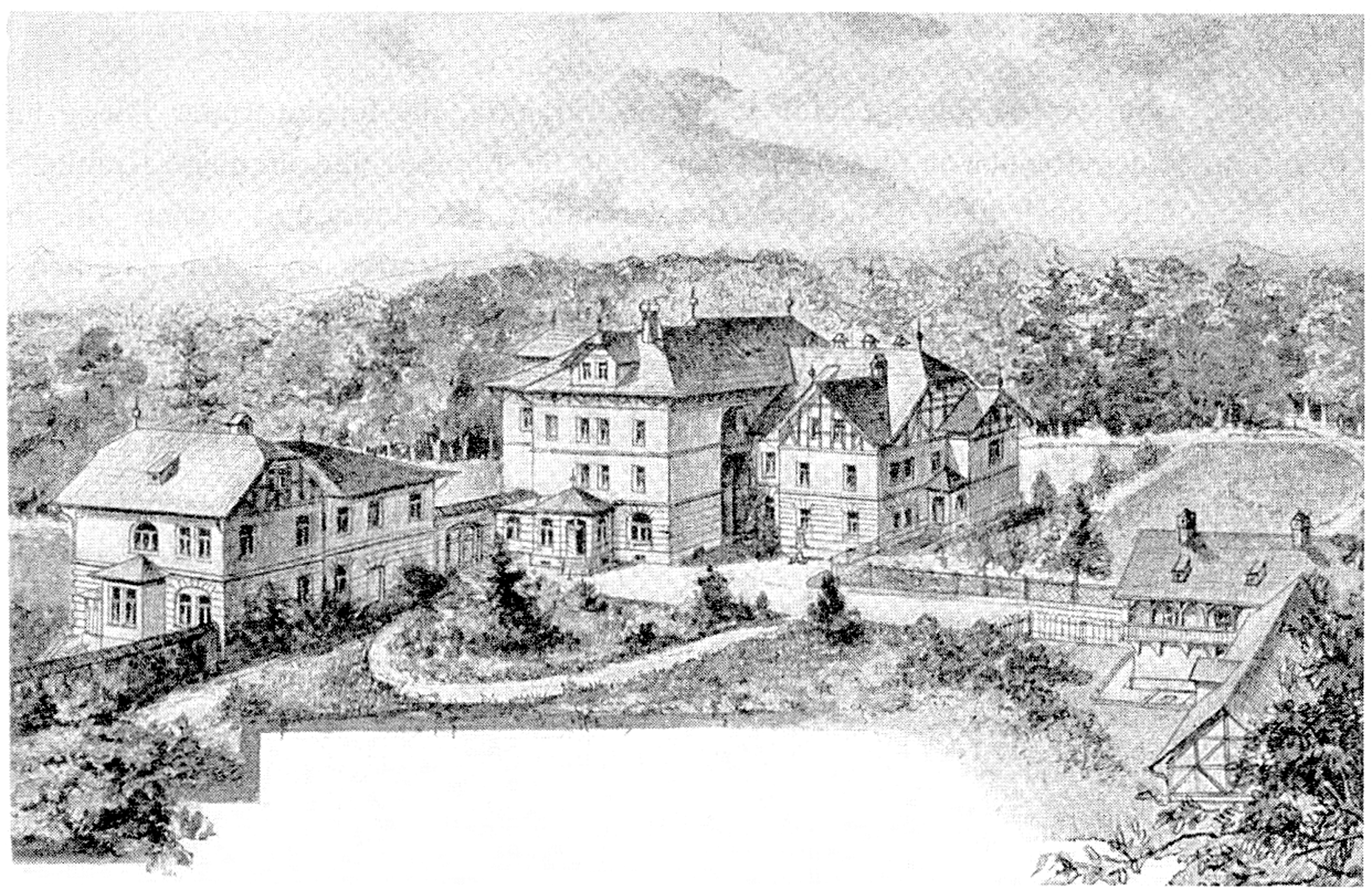
Die Anlage auf einer Postkarte aus dem Jahr 1900

## Altbauten
Die Altbauten des Krankenhauses stehen unter Denkmalschutz.
Ursprünglich bestand die Kuranstalt des Karl Ranke aus einem hakenförmigen Hauptgebäude, das um 1890 errichtet wurde. Als Architekt wird Christian Lothary genannt, von dem nur bekannt ist, dass er Mitarbeiter bei August Thiersch war. Ein Pavillon-Anbau im Norden des Hauptgebäudes und Ökonomiebauten für den Gärtner und Küchenpersonal an der Straße entstanden ebenfalls durch Lothary 1892/93. 1897/98 wurden ein Gartenpavillon und ein Verbindungsgang angefügt. Hier wird ein Architekt Kreuter genannt, der nicht mit Franz Jakob Kreuter identisch sein kann. 1903/04 kamen das Doktorhaus als Wohngebäude für Ranke und seine Familie sowie ein großzügiger Annexbau hinzu, die von Richard Kaufmann errichtet wurden. Alle Bauten waren als Ensemble in einem historistischen Landhausstil gehalten. Davon sind nur noch das Gartenhaus, der Annexbau und die Ökonomiebauten erhalten. Der Annexbau wies ursprünglich eine Giebelgestaltung in Fachwerk auf, sie wurde nach Schäden im Zweiten Weltkrieg vereinfacht als Holzvertäfelung wiederhergestellt.
1906 kam eine Sommerhalle hinzu, für die Albert Schmidt verantwortlich war. Der Annexbau wurde 1908/09 um einen einstöckigen Verlängerungsflügel nach Norden erweitert, in dem ein Gartensaal untergebracht war. 1913 wurde dieser wiederum nach Norden um einen Abschluss-Pavillon mit quadratischem Grundriss erweitert, der zwei Vollgeschosse und ein Dachgeschoss in einem Mansarddach aufweist. Die letzteren Erweiterungen stammten wieder von Richard Kaufmann. Alle Bauabschnitte seit 1906 wurden in der Architektur des Jugendstils, aber ohne besondere Fassadengestaltungen errichtet.
Im Park steht ein Kriegerdenkmal für die Opfer des Ersten Weltkriegs, es handelt sich um eine Replik der Statue der Viktoria, die Christian Daniel Rauch 1838–45 geschaffen hat.